# Prințul Andrei Alexandrovici al Rusiei
Prințul Andrei Alexandrovici al Rusiei (12 ianuarie/24 ianuarie 1897 – 8 mai 1981) a fost membru al familiei imperiale a Rusiei. Fiu al Marele Duce Alexandru Mihailovici al Rusiei și al Marii Ducese Xenia Alexandrovna a Rusiei el a fost, de asemenea, cel mai mare nepot al împăratului Nicolae al II-lea al Rusiei. După Revoluția Rusă din 1917 și-a petrecut mare parte a vieții sale în exil în Marea Britanie.

## Primii ani

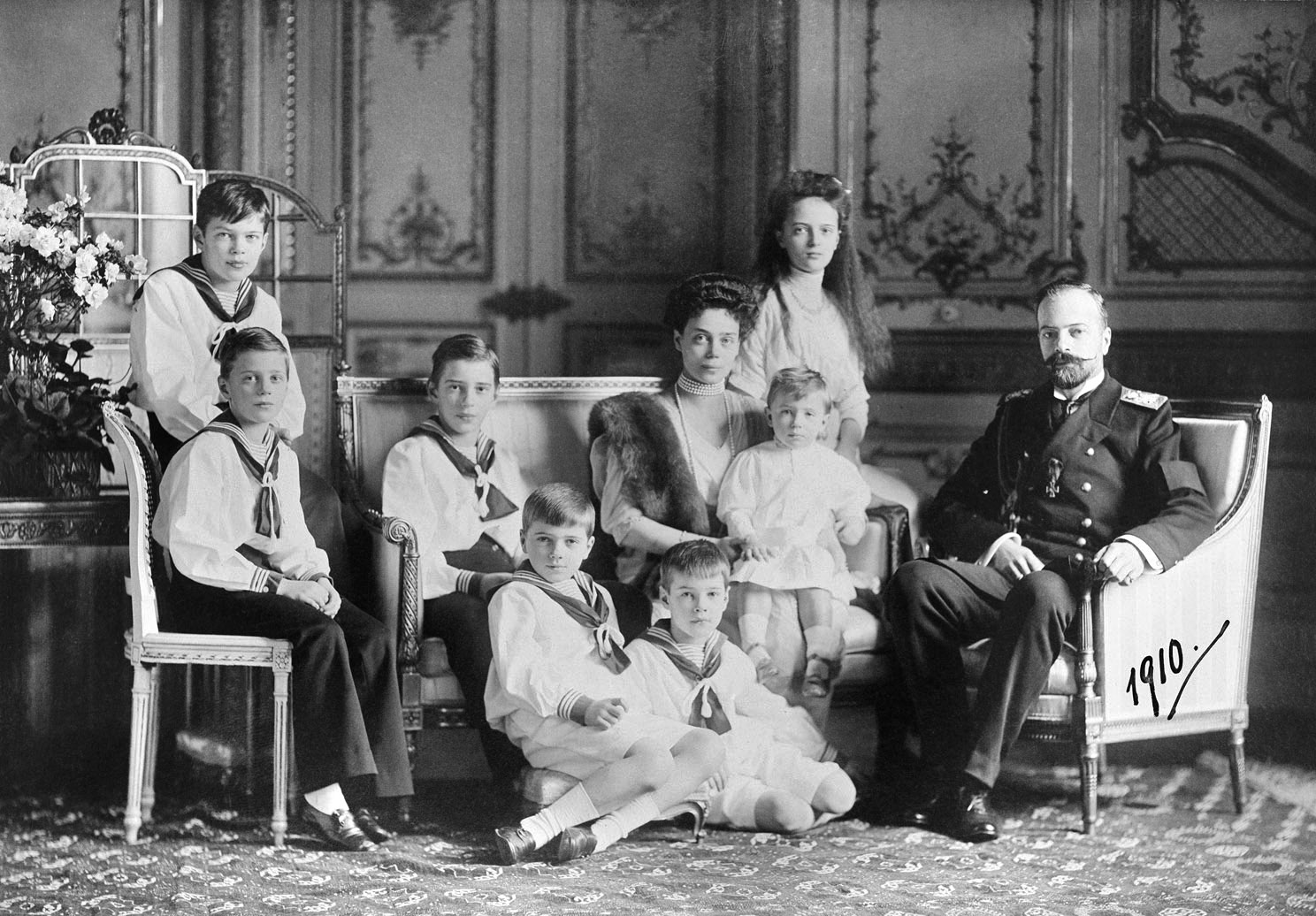
Prințul Andrei Mihailovici cu familia sa în 1910. De la stânga: Prințul Andrei în picioare, Prințul Feodor, Prințul Nikita, Marea Ducesă Xenia Alexandrovna ținând în brațe pe Prințul Vasili, Prințesa Irina în spate, Marele Duce Alexandru Mihailovici; pe rândul de jos: Prințul Dmitri și Prințul Rostislav

Prințul Andrei Alexandrovici s-a născut la Palatul de iarnă din Sankt Petersburg ca al doilea copil însă primul fiu al Marelui Duce Alexandru Mihailovici al Rusiei și a Marii Ducese Xenia Alexandrovna a Rusiei. Deși dinast al familiei imperiale Romanov și nepot al împăratului Alexandru al III-lea prin mama sa, el nu a primit titlul de Mare Duce al Rusiei din cauza noii legi a familiei promulgată de împăratul Alexandru al III-lea. Prin această lege se stabilea ca numai copiii și nepoții pe linie masculină ai Țarului vor purta titlurile de Mare Duce sau Mare Ducesă; ceilalți descendenți vor purta titlurile de "Prinț al Rusiei" sau "Prințesă a Rusiei". În ciuda faptului că a fost doar prinț al Rusiei, la naștere a primit 21 de salve de tun (lucru rezervat doar Marilor Duci în timp ce pentru prinți ai Rusiei se trăgeau 15 salve de tun) la insistența bunicii sale, împărăteasa mamă Maria Feodorovna.
În tinerețe, înaintea Primului Război Mondial, Prințul Andrei a făcut turul Europei împreună cu părinții săi. La Biarritz, el s-a întâlnit cu unchiul său, regele Eduard al VII-lea al Regatului Unit. Prințul Andrei a intrat în marina rusă și a servit sub comanda tatălui său, Marele Duce Alexandru Mihailovici. Mai târziu a devenit locotenent în garda călare, condusă de unchiul său, împăratul Nicolae al II-lea. Chiar înainte de Revoluția rusă, el era singurul membru al familiei care a însoțit-o pe împărăteasa Alexandra și cele patru fiice ale ei în ultima vizită la bisericile din Novgorod. A fost ultima dată când le-a văzut.

## Revoluția

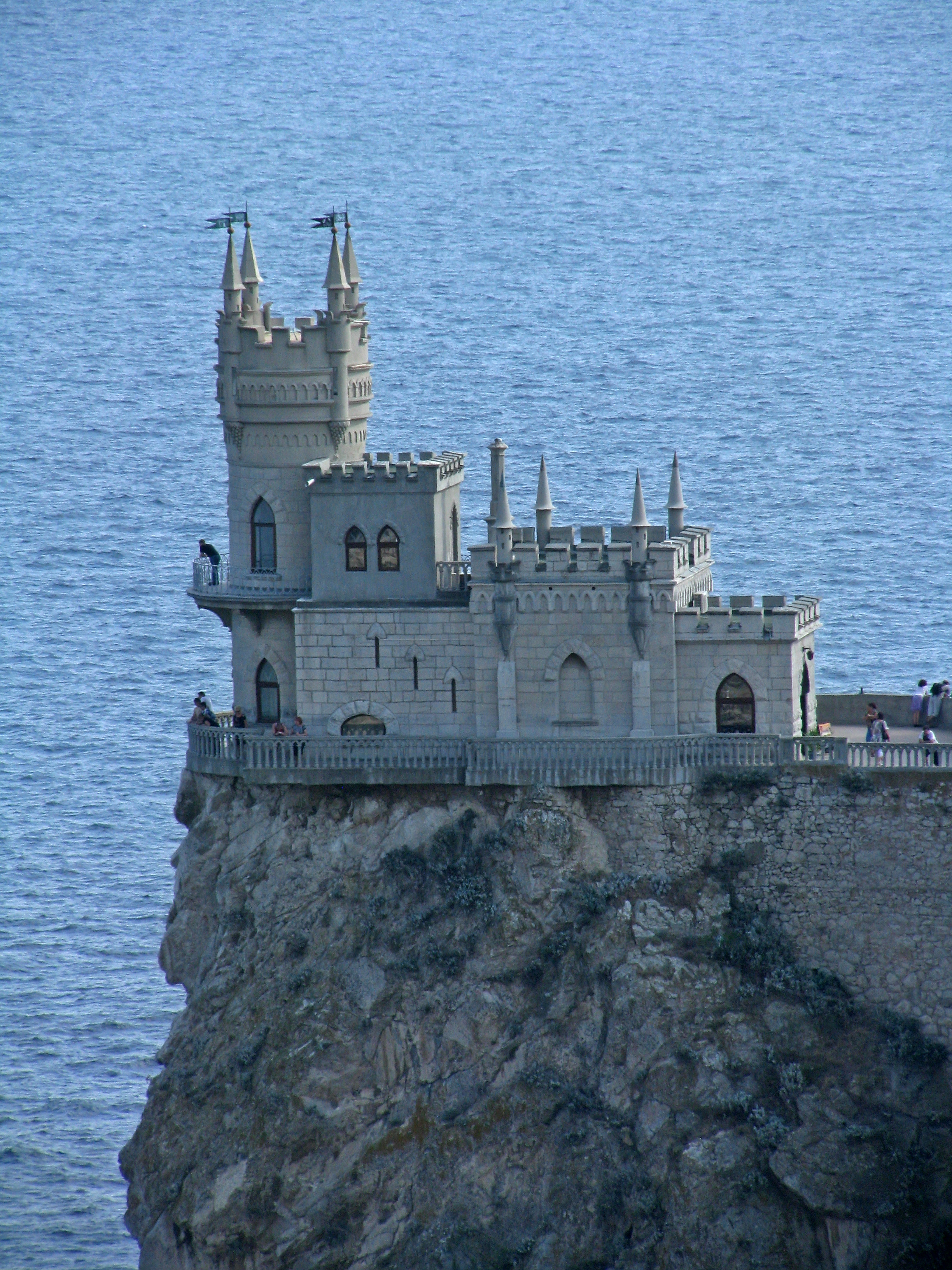
Castelul de pe proprietatea tatălui său în Crimeea, Ai-Todor.

La căderea monarhiei ruse odată cu Revoluția din Februarie din 1917, Prințul Andrei s-a mutat cu frații și părinții săi pe proprietatea tatălui său în Crimeea, Ai-Todor. Un grup mare de membri ai familiei Romanov s-au concentrat acolo, încercând să scape de tulburările din restul țării. La început ei au trăit nestingherit, în timp ce guvernul provizoriu rus era la putere.
În timpul acestei perioade tulburi, Prințul Andrei a început o relație cu Elisabetta Ruffo-Sasso (1886-1940), o tânără divorțată. Ei s-au întâlnit la Sankt Petersburg în 1916. Ea era fiica lui Fabrizio Ruffo, Duce de Sasso-Ruffo și a prințesei Natalia Alexandrovna Mescherskaia (descendenta celebrei familii Stroganovs). Elisabetta avea o fată (Elisabeta Alexandrovna Friederici) din prima ei căsătorie cu generalul maior Alexandru Alexandrovitci Friederici (1878–1916). Când Elisabetta a rămas însărcinată, ei s-au căsătorit la 12 iunie 1918 în capela familiei la Ai-Todor în prezența familiei lui, inclusiv a bunicii, împărăteasa mamă.
Prințul Andrei avea 21 de ani și bunica lui l-a crezut prea tânăr pentru căsătorie, dar părinții lui, Marea Ducesă Xenia și Marele Duce Alexandru, și-au dat permisiunea. Nu a fost posibil în acele vremuri să-l contacteze pe unchiul Prințului Andrei, ultimul monarh domnitor, împăratul Nicolae al II-lea, care era ținut în captivitate. O lună mai târziu, Nicolae al II-lea a fost asasinat împreună cu țarina Alexandra și cu cei cinci copii ai lor, la Ekaterinburg în noaptea de 16 spre 17 iulie 1918. Mai târziu, Prințul Andrei va vorbi foarte rar despre ei, găsind aceste amintiri prea dureroase.
Situația Romanovilor din Crimeea s-a deteriorat după succesul loviturii bolșevice de stat, în noiembrie 1917. Pentru un timp Prințul Andrei a fost închis împreună cu părinții săi, bunica împărăteasa și un număr mare de alte rude Romanov, la Dulber, un palat din Crimeea care a aparținut Marele Duce Petru Nicolaevici al Rusiei. În 1918 Rusia și Germania erau încă în război și când trupele germane au invadat peninsula, ele au eliberat Romanovii captivi. În decembrie 1918, Prințul Andrei a părăsit Rusia cu soția sa Elisabetta Ruffo Di Saint Antimo, care era însărcinată cu primul lor copil, și cu tatăl său, Marele Duce Alexandru Mihailovici la bordul navei britanice Marlborough cu scopul de a ajunge la Conferința de Pace de la Paris, căutând sprijinul Europei de Vest pentru Armata Albă.

## Exilul
Prințul Andrei și-a petrecut primii ani de exil în Franța. Pentru un timp a locuit pe Riviera franceză într-o proprietate care aparținea mătușii sale, Marea Ducesă Anastasia Mihailovna a Rusiei. Primii doi copii ai lui și ai primei soții s-au născut în Franța iar cel mai mic la Londra: 
- Prințesa Xenia Andreevna (1919–2000); s-a căsătorit prima dată în 1945 cu Calhoun Ancrum (1915–1990); ei au divorțat în 1954. A doua oară s-a căsătorit în 1958 cu Geoffrey Tooth (1908–1998). Nu a avut copii din nici o căsătorie.[5]
- Prințul Mihail Andreevici (1920–2008); s-a căsătorit prima dată în 1953 cu Jill Murphy (n. 1921); ei au divorțat în 1953. A doua oară s-a căsătorit în 1954 cu Shirley Cramond (1916–1983) și a treia oară în 1993 cu Giulia Crespi (n. 1930). Mihail nu a avut copii din nici o căsătorie.[5]
- Prințul Andrei Andreevici (n. 1923); s-a căsătorit prima dată în 1951 cu Elena Dourneva (n. 1927). Ei au avut un fiu înainte să divorțeze în 1959. A doua oară s-a căsătorit în 1961 cu Kathleen Norris (1935–1967). Ei au avut doi copii. A treia oară s-a căsătorit în 1987 cu Inez Bachelin (n. 1933).[5]

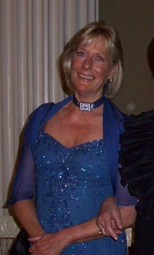
Prințesa Olga Andreevna, al patrulea copil al Prințului Andrei

Fără bani și fără o ocupație constantă, Prințul Andrei s-a stabilit definitiv în Anglia, la Frogmore, unde mama sa Marea Ducesă Xenia deținea reședința Wilderness House. Mai târziu ei s-au mutat la Hampton Court. Au trăit acolo în timpul celui de-Al Doilea Război Mondial când soția Prințului Andrei, Elisabetta, bolnavă de cancer, a murit în timpul unei raid aerian în octombrie 1940. On bombă a lovit foarte aproape de casa lor dărâmând lustra din plafon iar Elisabetta a murit de leziuni la scurt timp după aceea.
Doi ani mai târziu, în timp ce stătea la Balmoral, Prințul Andrei a întâlnit-o pe cea de-a doua soție, Nadine McDougall (1908–2000). Ea era cea mai mare dintre cele trei fiice ale colonel locotenentului Herbert McDougall și a soției sale finlandeze, Sylvia Borgstrom. Cuplul s-a logodit la 18 iunie 1942 și s-a căsătorit la Norton, la 21 septembrie 1942. Arhiepiscopul de Canterbury a oficiat serviciul anglican în timp ce cununia ortodoxă a fost oficiată de arhimanditul Nicolae, care a fost tutore al copiilor țarului Nicolae al II-lea.
Din a doua căsătorie, Prințul Andrei a avut o fiică:
- Prințesa Olga Andreevna (n. 1950); s-a căsătorit în 1975 cu Thomas Mathew (n. 1945). Ei au patru copii.[5]

În 1949, Prințul Andrei s-a mutat în Casa Provender din Faversham, Kent care era proprietatea familiei celei de-a doua soții. Casa este faimoasă și pentru a fi fost casa de vântoare a lui Eduard, Prințul Negru. El și-a petrecut timpul grădinărind, distrându-se și chiar gătind, lucru pe care l-a învățat de la bucătari francezi în palatele părinților săi. A fost un artist și a avut mai multe expoziții de lucrări la Paris, înainte de cel de-al Doilea Război Mondial. El a proiectat coperta Să aprindem lumânările, o carte de memorii a soacei sale.
Prințul Andrei Alexandrovici a trăit liniștit până la moartea sa la casa din Faversham la 8 mai 1981 la vârsta de 84 de ani. Soția sa a murit în 2000.